# مطار غولمود
مطار غولمود (بالإنجليزية: Golmud Airport)‏ و(بالصينية: 格尔木机场) (إياتا: GOQ) مطار عام يقع بمدينة غولمود في الصين. يبلغ طول المدرج 4800 م ويرتفع عن سطح البحر 2845 م.

## شركات الطيران والوجهات
| شركـات طيـران         | الوجهات                                                                      |
| --------------------- | ---------------------------------------------------------------------------- |
| خطوط شرق الصين الجوية | مطار شيان شيانيانغ الدولي، مطار شينينغ الدولي                                |
| طيران التبت           | مطار تشنغدو شوانغليو الدولي، مطار ونزهو يونجقيانج الدولي، مطار شينينغ الدولي |
| West Air              | مطار لاسا الدولي، مطار تشنغتشو الدولي                                        |

## وصلات خارجية
- http://www.flightstats.com/go/Airport/airportDetails.do?airportCode=GOQ